# سیارک ۲۱۵۴۶۳
سیارک ۲۱۵۴۶۳ (به انگلیسی: 215463 Jobse، نامگذاری:2002QQ66)۲۱۵۴۶۳مین سیارک کشف شده‌است که در ۳۰ اوت ۲۰۰۲ کشف شد.